# Ментухотеп IV
Ментухотеп IV — давньоєгипетський фараон з XI династії.

## Життєпис
Ментухотеп IV також може вважатись Ментухотепом III, якщо враховувати тільки одноосібних правителів об'єднаного Єгипту; Ментухотепом V, враховуючи засновника династії Ментухотепа, який не мав царського титулу; а також Ментухотепом VII, враховуючи двох фараонів, які мали ім'я Ментухотеп, але в існуванні яких єгиптологи мають сумніви.
За Ментухотепа IV було відновлено порушені після падіння Стародавнього царства регулярні контакти з південними землями, зокрема, з Пунтом. Царський скарбничий і мореплавець Хені у 8-й рік правління Ментухотепа IV спорядив та очолив експедицію в Пунт, про що повідомляє напис у Хаммаматі. Одним з організаторів тієї експедиції був візир фараона, майбутній Аменемхет I, який після смерті попередника, коронував себе фараоном, можливо через відсутність наступників у Ментухотепа чи навіть узурпувавши трон.